# Neoleptastacus huysi
Neoleptastacus huysi is een eenoogkreeftjessoort uit de familie van de Arenopontiidae. De wetenschappelijke naam van de soort is voor het eerst geldig gepubliceerd in 2000 door Karanovic.